# Ирмингер, Карл Фридрих
Карл Фридрих Ирмингер (нем. Carl Friedrich Irminger; 8 ноября 1813, Адорф — 27 марта 1863, Цюрих; также Karl Friedrich Irminger, в подписях к работам также C.F.Irminger) - швейцарский художник, график и литограф. 

## Жизнь и творчество
Вырос и получил образование в Цюрихе, куда его семья переехала, когда будущий художник был ещё ребёнком. К.Ф.Ирмингер известен своими многочисленными графическими работами-миниатюрами, портретами, литографиями на военную тематику, карикатурами и акварелями. Графика художника на различные темы находили интерес как в Швейцарии (в цюрихской периодической и особенно новогодней печати), так и за её пределами. Автор графических и литографических портретов писателей, использовавшихся в том числе и как фронтиспис напр. портрет У.Шекспира для польского издания его сочинений от 1839 года).
В 1850 -е годы Карл Фридрих Ирмингер сотрудничает с художником и фотографом Генрихом Швейкертом (1830-1914). Вместе они открыли в Цюрихе фотографическое ателье «Ирмингер и Швейкер» (Irminger & Schweikert Photographische Anstalt), став таким образом пионерами в развитии фотографического искусства в Швейцарии.

## Семья
Сестра Карла Фридриха Ирмингера, Амалия Вильгельмина (род. 1818 г., Цюрих) вышла замуж за поэта и юриста Эдуарда Дёззекела.

## Галерея (избранное)
- Уильям Шекспир (гравюра по стали, ок. 1838)
- Теодор фон Караян (литография 1847)
- Александр Швейцер
- Гийом-Анри Дюфур
- Фанни Хюнервадель

## Дополнения
- Irminger, Karl Ги, Indexeintrag: Deutsche Biographie, https://www.deutsche-biographie.de/pnd131382918.html.
- Karl Friedrich Irmiger bei artnet